# Jošt (priimek)
Jošt je priimek v Sloveniji, ki ga je po podatkih Statističnega urada Republike Slovenije na dan 1. januarja 2010 uporabljalo 488 oseb.

## Znani nosilci priimka
- Bojan Jošt (*1961), kineziolog
- Ernestina Jošt, pevka sopranistka
- Franjo Jošt, predsednik zadružne zveze v Celju, urednik Zadružnika, publicist
- Ivan Aleksander Jošt (1939—2023), zdravnik kirurg
- Josip Jošt, pisatelj/public. "Na Barju"

- Jože Jošt (1912—1988), politik, župan
- Karel Jošt (1943—2007), duhovnik/župnik, ki je bil obtožen spolnih zlorab
- Marijan Jošt (1940—2021), agronom, univ. prof. v Zagrebu slovenskega rodu
- Marko Jošt, elektro(teh)nik, izumitelj
- Matej Jošt, strokovnjak za lesarstvo
- Melhior Jošt, mlinar: "Joštov mlin"
- Martin Jošt, hmeljar, pobudnik in prvi predsedni Hmeljarskega drušva v Žalcu

- Radovan Jošt (1898—1961), škof starokatoliške cerkve
- Valentina Jošt Lešer, GEA College